# Kacper Stelmach
Kacper Stelmach (ur. 5 maja 1997 w Częstochowie) – polski siatkarz, grający na pozycji atakującego.
Pochodzi z rodziny siatkarskiej. Jego ojciec Andrzej Stelmach oraz wujek Krzysztof Stelmach byli siatkarzami. 

## Przebieg kariery
| Lata                      | Klub                            |                   |                   |                   |                   |                   |                   |                   |                   |                   |
| Kariera juniorska         | Kariera juniorska               | Kariera juniorska | Kariera juniorska | Kariera juniorska | Kariera juniorska | Kariera juniorska | Kariera juniorska | Kariera juniorska | Kariera juniorska | Kariera juniorska |
| ------------------------- | ------------------------------- | ----------------- | ----------------- | ----------------- | ----------------- | ----------------- | ----------------- | ----------------- | ----------------- | ----------------- |
|                           | Exact System Norwid Częstochowa |                   |                   |                   |                   |                   |                   |                   |                   |                   |
| 2013–2014                 | Jastrzębski Węgiel              |                   |                   |                   |                   |                   |                   |                   |                   |                   |
| 2014–2015                 | SMS PZPS Spała                  |                   |                   |                   |                   |                   |                   |                   |                   |                   |
| Kariera seniorska         |                                 |                   |                   |                   |                   |                   |                   |                   |                   |                   |
| 2015–2016                 | AZS Częstochowa                 |                   |                   |                   |                   |                   |                   |                   |                   |                   |
| 2016–2018                 | GKS Katowice                    |                   |                   |                   |                   |                   |                   |                   |                   |                   |
| 2018–2020 (do 12.01.2020) | SK Zadruga Aich/Dob             |                   |                   |                   |                   |                   |                   |                   |                   |                   |
| 2020 (od 17.01.2020)      | KS Lechia Tomaszów Mazowiecki   |                   |                   |                   |                   |                   |                   |                   |                   |                   |

## Sukcesy klubowe
Turniej Nadziei Olimpijskich:
- 2012

Ogólnopolska Olimpiada Młodzieży:
- 2013

Mistrzostwa Polski Kadetów:
- 2014

MEVZA:
- 2019

Mistrzostwo Austrii:
- 2019[4]

## Sukcesy reprezentacyjne
Międzynarodowy turniej EEVZA kadetów:
- 2013